# Draparnaudia anniae
Draparnaudia anniae је пуж из реда Stylommatophora и фамилије Draparnaudiidae.

## Угроженост
Ова врста је крајње угрожена и у великој опасности од изумирања.

## Распрострањење
Ареал врсте је ограничен на Нову Каледонију.